# 爱情天梯
爱情天梯是中国重庆市一个著名的阶梯，位于江津区高滩村。天梯全长6000级楼梯，最高达海拔1500米左右。爱情天梯因为徐朝清和他的丈夫刘国江的传奇爱情故事而闻名，并先后被改编为歌曲、电影、电视剧，同时也被拍摄成纪录片。重庆市在徐朝清去世后更规划修建“爱情天梯”风景区。

## 徐朝清和刘国江的故事
刘国江比徐朝清小10岁，两人相恋时，徐朝清是个寡妇，而刘国江则仅20出头。为躲避世俗的非议，1956年两人避居深山过着与世隔绝的生活。但为方便下山找生活用品，刘国江花了半个世纪的时间，倾其一生在悬崖峭壁上独自为其妻子凿出6000多级由山顶直达山下的石阶梯。
刘国江2007年去世后，徐朝清老人才搬下山和儿子同住。徐朝清在2012年10月30日去世，葬礼在11月4日进行，有上百对陌生的情侣从全国赶来送葬。众多情侣在送葬后参观了6000级的天梯。